# Jean Bricaud
 (février 2016).
- Si vous ne connaissez pas le sujet, laissez ce bandeau (vous pouvez alors contacter les auteurs).
- Si vous supprimez le contenu mis en cause (vous pouvez préalablement contacter les auteurs),

argumentez précisément cette suppression dans la page de discussion
(un manque de référence n'est pas un argument ; une recherche réelle de référence doit avoir été effectuée, être formellement documentée).
 (février 2016).
Si vous disposez d'ouvrages ou d'articles de référence ou si vous connaissez des sites web de qualité traitant du thème abordé ici, merci de compléter l'article en donnant les références utiles à sa vérifiabilité et en les liant à la section « Notes et références ».
Jean Bricaud (ou Joanny Bricaud), est un occultiste et franc-maçon français, né le 11 février 1881 à Neuville-sur-Ain (Ain) et mort le 21 février 1934 à Francheville.

## Biographie
Jean Bricaud est issu d’une famille paysanne, et il entre au petit séminaire de Meximieux. Durant son adolescence, il découvre des livres d’occultisme, ce qui le conduit à refuser de poursuivre ses études au grand séminaire. Il se fixe alors à Lyon et entre au Crédit lyonnais (en 1897), société dans laquelle il travaillera toute sa vie. Il est mobilisé durant la première guerre mondiale. Il épouse le 7 octobre 1905 Marie-Anne Neysson (1884-1958), dont il divorce (1911), pour épouser (2 décembre 1929) Eugénie-Antoinette Allemand (1884-1958), qui le secondera et l'aidera dans sa carrière occultiste.
À Lyon, il rencontre de nombreux occultistes: Auguste Vandekerkhove, alias S.U. Zanne (1838-1923), Gervais-Annet Bouchet (1863-1927), alias Elie Alta, ou Elie Steel, qui l’introduit auprès du Dr Emmanuel Lalande (1868-1926), intime de Gérard Encausse, qui le présente à son beau-père, Nizier Anthelme Philippe (1849-1905) thaumaturge connu sous le nom de "Maître Philippe". Celui-ci dirige à Lyon l’École pratique de magnétisme dans laquelle Bricaud s’inscrit le 6 décembre 1897. Il rédige une brochure Le Maître Philippe (en 1927). S'ensuivent d'autres fréquentations lyonnaises : le philosophe Pierre-Camille Revel (1853-1932), le magnétiseur spirite Alphonse Bouvier (1851-1931), et Jacques Charrot (1831-1911), élève d'Eliphas Lévi, qui devient son maître de kabbale et de magie. 
En 1901, Léonce Fabre des Essarts (1848-1917) consacre Bricaud évêque de Lyon, sous le nom de "Tau Johannes", dans l'Église gnostique de France (ou Église Gnostique Valentinienne) fondée par Jules Doinel en 1890.
En 1907, Bricaud rompit avec Fabre des Essarts pour fonder sa propre branche de l'Église gnostique. Bricaud, Fugairon et Encausse, dans une première tentative, nommèrent leur branche de l'Église : Église catholique gnostique. Après 1907, afin de clairement distinguer les deux branches de l'Église gnostique, celle de Fabre des Essarts fut connue sous le nom d'« Église gnostique de France ». En février 1908, le synode épiscopal de l'Église catholique gnostique se réunit et élit Bricaud comme Patriarche sous le nom de "Jean II". En 1908 l'Église catholique gnostique voit son nom changer en Église gnostique universelle. En 1911, Papus fait de cette Église l'Église officielle du Martinisme. En 1960, Robert Ambelain change le nom d’« Église gnostique universelle » en « Église gnostique apostolique ».
Jean Bricaud devient aussi franc-maçon du Rite de Memphis-Misraïm. Il est, un temps, le disciple du Maître Philippe de Lyon. Il est ordonné prêtre le 25 juillet 1912 par Monseigneur Louis-Marie Giraud, évêque de l'Église gallicane, et obtient, le 21 juillet 1913, la "consécration épiscopale" du même évêque, à la mine Saint-Amand, près d'Ambert (Puy-de-Dôme). Dès lors le renouveau gnostique dit relever d'une "succession apostolique", selon une mode en cours dans certains milieux occultistes de cette époque: mais, bien évidemment l'Église gallicane n'étant point celle de Rome (et étant au moins partiellement reliée au mouvement théosophiste), la validité de cette « succession apostolique » est considéré comme illicite au regard du catholicisme romain (codes de droits canon 1331, § 1, 2 ; cf. CIC 1917, C. 2261, § 1) .
Bricaud était intimement lié aux occultistes qui gravitaient dans l'entourage de  Vintras: il possédait en particulier un exemplaire des "hosties sanglantes" transmises au sataniste excommunié (et ex-abbé) Joseph-Antoine Boullan et avait rédigé un opuscule de sorcellerie intitulé Méthode pratique pour l'incubat et le succubat. Ce milieu a eu une influence sur le mouvement "traditionaliste" du début du XXe siècle (Barrès,Léon Bloy etc.), lequel était fortement influencé par le soi-disant "secret de La Salette".
En 1914, Jean Bricaud reprend, à Lyon, et à la suite de Teder (Charles  Détré), le mouvement martiniste sur la base des accords de 1911, et les règles de recrutement de Willermoz. Jean Bricaud  est nommé légat de l'Ordre Martiniste pour la province de Lyon. Il devient également Grand Maître de Memphis, patriarche de l'Église gnostique universelle, et président de la société occultiste internationale. Il désigne Constant Chevillon comme son successeur martiniste en septembre 1932. 
Jean Bricaud meurt le 21 février 1934. Il est enterré le 24 février à Francheville, près de Lyon. C'est au domicile de l'épouse de Jean Bricaud, en 1944, que Constant Chevillon sera arrêté puis assassiné par la milice, selon des modalités qui restent énigmatiques. 
Son successeur direct dans l'épiscopat fut Victor Blanchard, "Targelius", consacré le 5 mai 1918 selon le "pontificat vieux-catholique".

### Œuvres de Jean Bricaud
- Catéchisme gnostique à l'usage des fidèles de l'Église catholique gnostique, Édition du Réveil gnostique, Lyon, 1907, 47 p. Comprend un Symbole de l'Église Gnostique
- La Petite église anticoncordataire, Lucien Bodin, Paris, 1906
- Exposition de la religion chrétienne, moderne, scientifique et philosophique, écrit avec Louis-Sophrone Fugairon, 2° éd., Chacornac, 1909, XIV-384 p.
- Huysmans, occultiste et magicien ; avec une Notice sur les hosties magiques qui servirent à Huysmans pour combattre les envoûtements, Chacornac, 1913, 43 p. Sur Joris-Karl Huysmans
- J.-K. Huysmans et le satanisme : d'après des documents inédits, Chacornac, 1913, 77 p.
- La messe noire ancienne et moderne, Chacornac, 1924, 68 p.
- Les Illuminés d'Avignon, 1927, 114 p.
- Notes historiques sur le Rite ancien et primitif de Memphis-Misraïm, Lyon, 1933, 15 p.
- Notice historique sur le martinisme, Lyon, Édition des Annales initiatiques, 1935, 16 p.
- Méthode pratique pour l'incubat et le succubat, brochure anonyme de sorcellerie dont Bricaud était l'auteur.

### Études sur Jean Bricaud
- Philippe Encausse, Sciences occultes. Papus, sa vie, son œuvre, OCIA, 1949.
- Robert Amadou, « L'Église Gnostique - histoire, doctrine, rites », in L'Autre Monde, mai 1982
- René Le Forestier, L'occultisme en France au XIXe et XXe siècle : l'Église Gnostique, 1990 - Archè, Milan.